# Olávio Mafra Cardoso
Olávio Mafra Cardoso foi intendente municipal, cargo equivalente à prefeito, sendo o primeiro de Balneário Camboriú, quando se chamava Praia de Camboriú, no período de 21 de outubro de 1959 à 30 de janeiro de 1961.
Foi conhecido como médico dos pobres, abriu a primeira farmácia da cidade no ano de 1954, junto com sua esposa Maria da Graça Krobel Cardoso. Era um farmacêutico prático, mas na prática atuava como salva vidas, dentista e médico, suprindo as necessidades dos moradores e turistas, quando faltava toda essa estrutura na cidade. 
Como intendente, abriu e aterrou a Avenida Atlântica, pois na praça tamandaré tinha um lago onde as pessoas deixavam os carros, que passavam pela água para chegar à praia. O aterro foi da parte central até o Marambaia. Foi conhecido pela boa relação com a cidade de Camboriú. Foi até a capital para requerer um colégio em Balneário Camboriú, tendo fundado o colégio estadual Presidente João Goulart.
Participou da separação das cidades de Camboriú e Balneário, e, segundo sua esposa, queria outro traçado da rodovia BR-101, diferente daquele que existe hoje. Ele queria derrubar os primeiros prédios da Avenida Atlântica, que eram 4, pois queria que os prédios ficassem mais distantes da praia, não conseguindo ter êxito. 
Foi fundador do Lions Clube Centro. 